# Lepyrodia macra
Lepyrodia macra är en gräsväxtart som beskrevs av Christian Gottfried Daniel Nees von Esenbeck. Lepyrodia macra ingår i släktet Lepyrodia och familjen Restionaceae. Inga underarter finns listade i Catalogue of Life.